# Severin Freund
Severin Freund (Freyung, 11 mei 1988) is een Duitse schansspringer. Hij vertegenwoordigde zijn vaderland op de Olympische Winterspelen 2014 in Sotsji.

## Carrière
Freund maakt in december 2007 zijn wereldbekerdebuut in Engelberg, tijdens de openingswedstrijd van het Vierschansentoernooi 2008 in Oberstdorf scoorde hij zijn eerste wereldbekerpunt. 
In december 2010 behaalde Freund in Engelberg zijn eerste toptien klassering in een wereldbekerwedstrijd. In januari 2011 boekte hij op de Okurayamaschans in Sapporo zijn eerste wereldbekerzege. Tijdens de wereldkampioenschappen schansspringen 2011 in Oslo eindigde de Duitser als zevende op de normale schans en als vijftiende op de grote schans. In de landenwedstrijd op de normale schans veroverde hij samen met Martin Schmitt, Michael Neumayer en Michael Uhrmann de bronzen medaille. 
Op de wereldkampioenschappen skivliegen 2012 in Vikersund eindigde Freund als vierde, samen met Andreas Wank, Richard Freitag en Maximilian Mechler legde hij beslag op de zilveren medaille in de landenwedstrijd. 
In Val di Fiemme nam de Duitser deel aan de wereldkampioenschappen schansspringen 2013. Op dit toernooi eindigde hij als vierde op de normale schans en als negende op de grote schans. In de landenwedstrijd sleepte hij samen met Andreas Wank, Michael Neumayer en Richard Freitag de zilveren medaille in de wacht, samen met Ulrike Gräßler, Richard Freitag en Carina Vogt behaalde hij de bronzen medaille in de gemengde landenwedstrijd. 
Tijdens de Olympische Winterspelen van 2014 in Sotsji eindigde Freund als vierde op de grote schans en als 31e op de normale schans. In de landenwedstrijd veroverde hij samen met Andreas Wank, Marinus Kraus en Andreas Wellinger de gouden medaille. Op de wereldkampioenschappen skivliegen 2014 in Harrachov werd de Duitser wereldkampioen skivliegen.
In 2015 nam Freund opnieuw deel aan de wereldkampioenschappen schansspringen. Freund werd voor de eerste maal wereldkampioen door winst op de grote schans met een ruime voorsprong op Gregor Schlierenzauer. Samen met Carina Vogt, Richard Freitag en Katharina Althaus werd Freund ook wereldkampioen in de gemengde landenwedstrijd. Enkele weken later behaalde Freund ook de eindoverwinning in de Wereldbeker schansspringen 2014/2015.

## Resultaten

### Olympische Winterspelen
| Jaar | Plaats | Resultaten                        |
| ---- | ------ | --------------------------------- |
| 2014 | Sotsji | 31e HS106 · 4e HS140 · Team HS140 |

### Wereldkampioenschappen
| Jaar | Plaats        | Resultaten                                            |
| ---- | ------------- | ----------------------------------------------------- |
| 2011 | Oslo          | 7e HS106 · 15e HS134 · Team HS106 · 4e Team HS134     |
| 2013 | Val di Fiemme | 4e HS106 · 9e HS134 · Team HS134 · Gemengd team HS106 |
| 2015 | Falun         | HS134 · HS100 · Gemengd team HS100 · 5e Team HS134    |

### Wereldkampioenschappen skivliegen
| Jaar | Plaats          | Resultaten            |
| ---- | --------------- | --------------------- |
| 2012 | Vikersund       | 4e HS225 · Team HS225 |
| 2014 | Harrachov       | HS205                 |
| 2016 | Bad Mitterndorf | 6e HS225 · Team HS225 |

### Wereldbeker
Eindklasseringen
| Seizoen   | Algm   | SV     | 4S     | NT  | RAW |
| --------- | ------ | ------ | ------ | --- | --- |
| 2007/2008 | 68e    | –      | 39e    | –   |     |
| 2008/2009 | 48e    | –      | 57e    | –   |     |
| 2009/2010 | 42e    | 31e    | 60e    | 39e |     |
| 2010/2011 | 7e     | 15e    | 12e    |     |     |
| 2011/2012 | 8e     | 9e     | 7e     |     |     |
| 2012/2013 | 4e     | 12e    | 13e    |     |     |
| 2013/2014 | Brons  | 5e     | 16e    |     |     |
| 2014/2015 | Goud   | Zilver | 8e     |     |     |
| 2015/2016 | Zilver | 6e     | Zilver |     |     |
| 2016/2017 | 21e    | -      | 35e    |     | -   |
| 2018/2019 | 57e    | -      | 49e    |     | -   |
| 2019/2020 | 73e    | -      | -      |     | 42e |

Wereldbekerzeges
| Datum            | Plaats                            | Schans                |
| ---------------- | --------------------------------- | --------------------- |
| 15 januari 2011  | Sapporo                           | HS134                 |
| 30 januari 2011  | Willingen                         | HS145                 |
| 24 november 2012 | Lillehammer                       | HS100                 |
| 1 december 2012  | Kuusamo                           | HS142                 |
| 8 december 2013  | Lillehammer                       | HS138                 |
| 26 februari 2014 | Falun                             | HS134                 |
| 28 februari 2014 | Lahti                             | HS130                 |
| 9 maart 2014     | Oslo                              | HS134                 |
| 21 maart 2014    | Planica                           | HS139                 |
| 14 december 2014 | Nizjni Tagil                      | HS134                 |
| 10 januari 2015  | Bad Mitterndorf                   | HS225                 |
| 1 februari 2015  | Willingen                         | HS145                 |
| 7 februari 2015  | Titisee-Neustadt                  | HS142                 |
| 5 december 2015  | Lillehammer                       | HS100                 |
| 12 december 2015 | Nizhny Tagil                      | HS134                 |
| 29 december 2015 | Oberstdorf (Vierschansentoernooi) | HS137                 |
| 9 januari 2016   | Willingen                         | HS145 (teamwedstrijd) |
| 26 november 2016 | Kuusamo                           | HS142                 |

### Grand-Prix
Eindklasseringen
| Jaar | Plaats |
| ---- | ------ |
| 2009 | 66e    |
| 2010 | 7e     |
| 2011 | 10e    |
| 2012 | 9e     |
| 2013 | 38e    |
| 2014 | 30e    |
| 2015 | 4e     |
| 2016 | 47e    |

Grand-Prixzeges
| Datum            | Plaats       | Schans                |
| ---------------- | ------------ | --------------------- |
| 3 oktober 2012   | Klingenthal  | HS140                 |
| 7 augustus 2015  | Hinterzarten | HS108 (teamwedstrijd) |
| 14 augustus 2015 | Courchevel   | HS132                 |
| 15 augustus 2015 | Einsiedeln   | HS117                 |